# そうか病
そうか病（そうかびょう：瘡痂病）は子嚢菌や細菌などの感染によって起こる複数種の植物病害の便宜的な総称。瘡は「かさ・きず」、痂は「かさぶた」と訓み、瘡痂もかさぶたの意で、いずれの病気も罹病部にかさぶた状の病斑を生じることに由来する。柑橘類やジャガイモ等の重要な病害名として知られるが、柑橘類のそうか病は子嚢菌（菌類）、ジャガイモそうか病は放線菌（細菌）、同じくジャガイモの粉状そうか病（ふんじょう - ）はネコブカビ類（原生生物）によるもので、それぞれに病原が異なる全く別の病害である。

## 種類
Elsinoaceae 科の子嚢菌 によるもの
- Elsinoë 属
  - カンキツ類のそうか病 … 病原菌：Elsinoë fawcettii
  - クルミのそうか病 … 病原菌：Elsinoë randii
  - タラノキ、ウドのそうか病… 病原菌：Elsinoë araliae

- Sphaceloma 属
  - イチジクのそうか病 … 病原菌：Sphaceloma caricae
  - ウメのそうか病 … 病原菌：Sphaceloma pruni-domesticae
  - スミレ類のそうか病 … 病原菌：Sphaceloma violae
  - 以上のほかコスモス、シソ、シャリンバイ、ツツジ類、ニンジンその他のそうか病もSphaceloma 属が病原菌となる。

ストレプトマイセス属（Streptomyces spp.）の放線菌（細菌）によるもの
- ジャガイモのそうか病 … 病原菌：ストレプトマイセス属の複数種の放線菌（細菌）。Streptomyces acidiscabies、Streptomyces scabiei=(S. scabies)、Streptomyces turgidiscabies などが代表的なもので、他に S. aureofaciens、S. caviskabies、S. luridiscabiei、S. niveiscabiei、S. puniciscabies、S. cinerochromogenes、S. griseusなどが知られている。
  - この属の細菌はカブ、ダイコン、テンサイ、ニンジンにも感染してかさぶたを作り、コムギ、ダイズ、インゲンマメの根などにも寄生する。

原生生物 であるネコブカビ類によるもの
- ジャガイモの粉状そうか病 … 病原体： Spongospora subterranea 

## 予防・防除
薬剤による植え付け前の土壌処理や、作物への薬剤散布などによるが、対象によって使用薬剤の種類や対処法が異なる。